# Vladimir Grigor'evič Legošin
Vladimir Grigor'evič Legošin (Baku, 27 maggio 1904 – Mosca, 21 dicembre 1954) è stato un regista cinematografico sovietico.

## Filmografia (parziale)

### Regista
- Beleet parus odinokij (1937)[1]
- Šёl soldat s fronta (1939)
- Poedinok (1944)